# فربيون صغير
الفربيون الصغير أو نعمانية (باللاتينية: Euphorbia exigua) نوع نباتي يتبع جنس الفربيون من الفصيلة اللبنية.

## الموئل والانتشار
ينتشر في حوض البحر الأبيض المتوسط بما في ذلك المشرق العربي ووادي النيل والمغرب العربي ومعظم مناطق أوروبا.